# Miconia schnellii
Miconia schnellii är en tvåhjärtbladig växtart som beskrevs av John Julius Wurdack. Miconia schnellii ingår i släktet Miconia och familjen Melastomataceae.
Artens utbredningsområde är Costa Rica. Inga underarter finns listade i Catalogue of Life.